# Invaders Must Die
Invaders Must Die (zu deutsch etwa: „Eindringlinge müssen sterben“) ist das fünfte Studioalbum der englischen Big-Beat-Band The Prodigy. Das Album wurde am 18. Februar 2009 auf dem Label Take Me To The Hospital veröffentlicht.

## Titelliste
1. Invaders Must Die – 4:55
2. Omen – 3:36
3. Thunder – 4:09
4. Colours – 3:27
5. Take Me To The Hospital – 3:40
6. Warrior's Dance – 5:12
7. Run With The Wolves – 4:24
8. Omen Reprise – 2:14
9. World's On Fire – 4:50
10. Piranha – 4:04
11. Stand Up – 5:30

Bonus-DVD
1. "Invaders Must Die" (video) - 3:22
2. "Omen" (video) - 3:29
3. "World's on Fire" (live video) - 6:25
4. "Warrior's Dance" (live video) - 6:21

## Singleauskopplungen
Insgesamt wurden aus dem Album Invaders Must Die die folgenden vier Singles ausgekoppelt:

### Omenbzw.O
Omen ist die neunzehnte Singleauskopplung von The Prodigy und wurde am 16. Februar 2009 veröffentlicht. Aus urheberrechtlichen Gründen war es in Deutschland nicht erlaubt, den Song auf der Single Omen zu nennen. In Deutschland heißt dieser Titel stattdessen O.

### Warrior's Dance
Warrior's Dance ist die 20. Singleauskopplung von The Prodigy und wurde offiziell am 20. Mai 2009 als CD-Single und 12"-Vinyl veröffentlicht.

### Take Me To The Hospital
Take Me To The Hospital ist die 21. Singleauskopplung von The Prodigy und wurde offiziell am 31. August 2009 als CD-Single und 12"-Vinyl veröffentlicht.

### Invaders Must Die
Invaders Must Die ist die achtzehnte Singleauskopplung von The Prodigy. Der Song wurde in einer Radio Edit Version am 26. November 2008 als kostenloser digitaler Download auf der Website der Band zur Promotion für das angekündigte neue Album Invaders Must Die veröffentlicht. Die offizielle Invaders Must Die EP wurde erst ein knappes Jahr später am 30. November 2009 als CD-Single und 7"-Vinyl veröffentlicht.